# Bdjilna, Teplîk
Bdjilna (în ucraineană Бджільна) este localitatea de reședință a comunei Bdjilna din raionul Teplîk, regiunea Vinnița, Ucraina.

## Demografie
Componența lingvistică a localității Bdjilna
     Ucraineană (98,66%)
     Rusă (1,07%)
     Alte limbi (0,09%)
Conform recensământului din 2001, majoritatea populației localității Bdjilna era vorbitoare de ucraineană (98,66%), existând în minoritate și vorbitori de rusă (1,07%).